# آرثر س. دالبيرغ
آرثر س. دالبيرغ (بالإنجليزية: Arthur Chester Dahlberg)‏ هو عالم أمريكي، ولد في 1896 في دورتشستر في الولايات المتحدة، وتوفي في 5 مايو 1964 في ميامي في الولايات المتحدة.